# Griselinia scandens
Griselinia scandens là một loài thực vật có hoa trong họ Griseliniaceae. Loài này được (Ruiz & Pav.) Taub. mô tả khoa học đầu tiên năm 1893.